# Psammoecus trimaculatus
Psammoecus trimaculatus là một loài bọ cánh cứng trong họ Silvanidae. Loài này được Motschulsky miêu tả khoa học năm 1858.